# شهرستان آلات
ناحیهٔ آلات (به ازبکی: Olot tumani، آلات تومنی)(به روسی: Алатский район) یک شهرستان در ازبکستان است که در ولایت بخارا واقع شده‌است. ناحیهٔ آلات ۷۷٬۹۰۰ نفر جمعیت دارد.